# Дефицит цитохрома P450 оксидоредуктазы
Дефицит цитохрома P450 оксидоредуктазы (англ. Cytochrome P450 oxidoreductase deficiency, PORD) — редкое заболевание и врожденная ошибка метаболизма, вызванное дефицитом цитохрома P450 оксидоредуктазы, белка 2-флавина, который отвечает за перенос электронов из NADPH во все 50 микросомальных цитохромов P450 (CYP450) фермента. К ним относятся стероидогенные ферменты CYP17A1 (17α-гидроксилаза/17,20-лиаза), CYP19A1 (ароматаза) и CYP21A2 (21-гидроксилаза); CYP26B1 (метаболизирует ретиноевую кислоту); и печеночные метаболизирующие ферменты CYP450 (например, CYP3A4), среди многих других ферментов CYP450.

## Симптомы
Симптомы тяжелых форм заболевания включают в себя гениталии неопределенного вида, врожденную гиперплазию коры надпочечников, дефицит кортизола и синдром Антли-Бикслера (САБ). Симптомы легких форм включают синдром поликистозных яичников у женщин и гипогонадизм у мужчин. Материнская вирилизация также происходит при тяжелых формах из-за дефицита ароматазы в плаценте. Компонент САБ тяжелых форм PORD, вероятно, вызван дефицитом CYP26B1, что приводит к избытку ретиноевой кислоты и дефектам во время эмбриогенеза скелета. Все формы данного заболевания у людей, вероятно, являются частичными, поскольку нокаут POR у мышей приводит к смерти во время пренатального развития.

## Распространенность
Ежегодно регистрируется 1 случай на 100,000 - 200,000 живых новорожденных.